# موز سولاوسي
موز سولاوسي (الاسم العلمي:Musa celebica) هو نوع من النباتات يتبع جنس الموز من فصيلة الموزية.